# Rue d'Angleterre (Bruxelles)
Pour les articles homonymes, voir Rue d'Angleterre.
La rue d'Angleterre (en néerlandais : Engelandstraat) est une rue bruxelloise sur la commune de Saint-Gilles qui va de l'avenue Fonsny à la avenue de la Porte de Hal.

## Adresse notable
- no 57 : La Ligue Braille - Musée des oiseaux de la ligue Braille